# NGC 2908
NGC 2908 (również PGC 27831 lub UGC 5152) – galaktyka spiralna (S?), znajdująca się w gwiazdozbiorze Smoka. Odkrył ją William Herschel 26 września 1802 roku.